# Base aérienne 942 Lyon-Mont Verdun
La base aérienne 942 Lyon-Mont Verdun, située au sommet du mont Verdun, est une base de l'Armée de l'air française. Elle est le principal site opérationnel du commandement de la défense aérienne et des opérations aériennes. Centre névralgique de la défense aérienne française, elle est aussi un des quatre centres de validation du nouveau système intégré de commandement et de conduite d'opérations aériennes de l'Organisation du traité de l'Atlantique nord. Base militaire de commandement, classée zone de défense hautement sensible, elle abrite 1 300 administrés autour du Centre national des opérations aériennes (CNOA), un centre de conduite des Forces aériennes stratégiques (FAS) et de la Force océanique stratégique (FOST), ainsi que les installations du Centre de Détection et de contrôle 05.942 dont la zone de responsabilité couvre le quart sud est de la France,.
La base porte le nom de « Capitaine Jean Robert », pilote mort le 4 juin 1940 à l'issue d'un combat aérien contre la chasse allemande.

## Situation

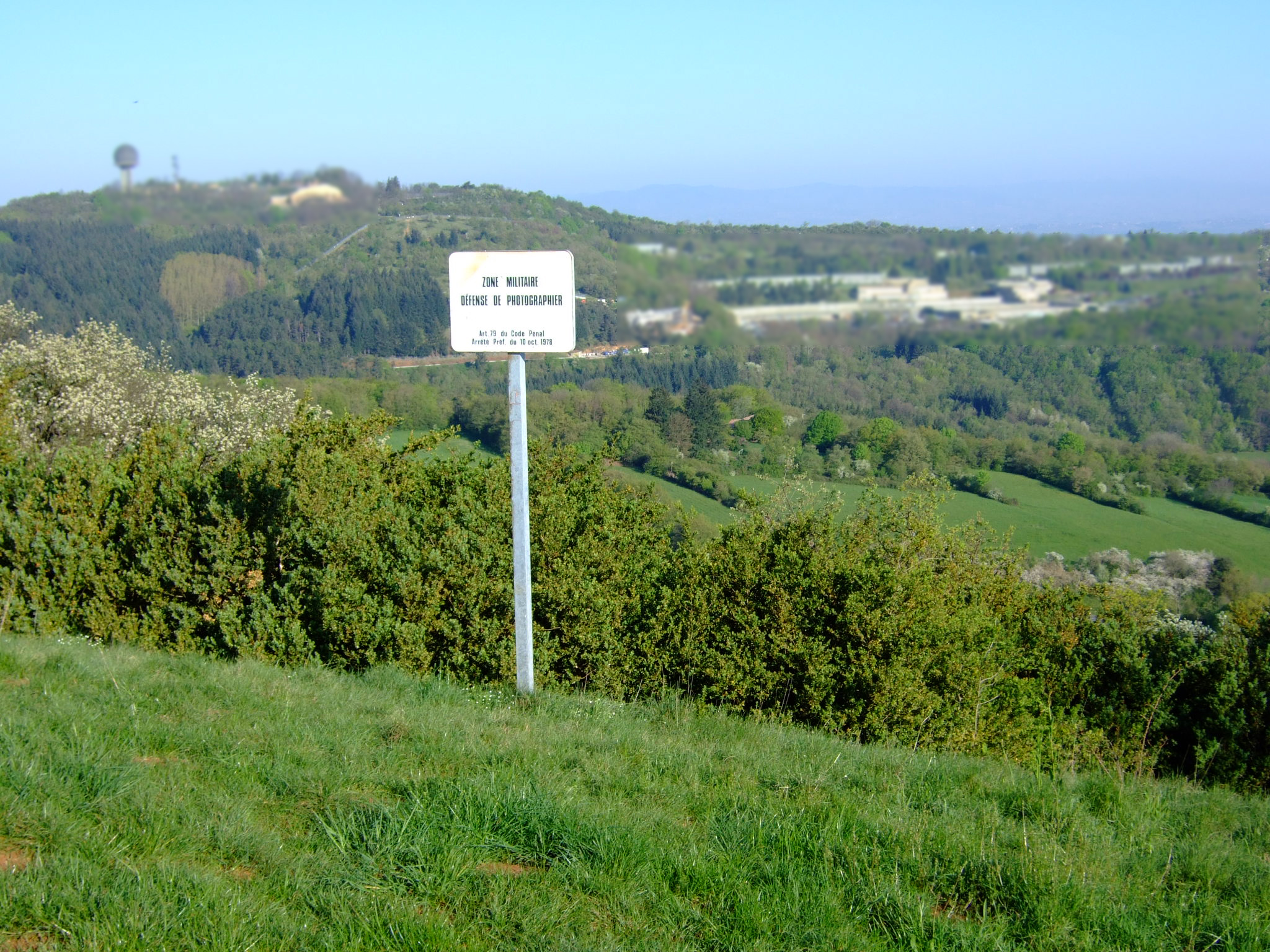
Base aérienne 942.

La base est située à 15 km de Lyon, dans la zone des Monts d'Or, petit massif à l'extrémité du massif central. La base culmine à 630 mètres d'altitude, dominant Lyon, le col de Limonest, la basse Azergues et le Val de Saône. Il y a un site principal et 4 sites périphériques situés sur 4 des 7 Monts d'Or.
Son adresse est : 942 La Glande, 69250 Poleymieux-au-Mont-d'Or.

## Équipement

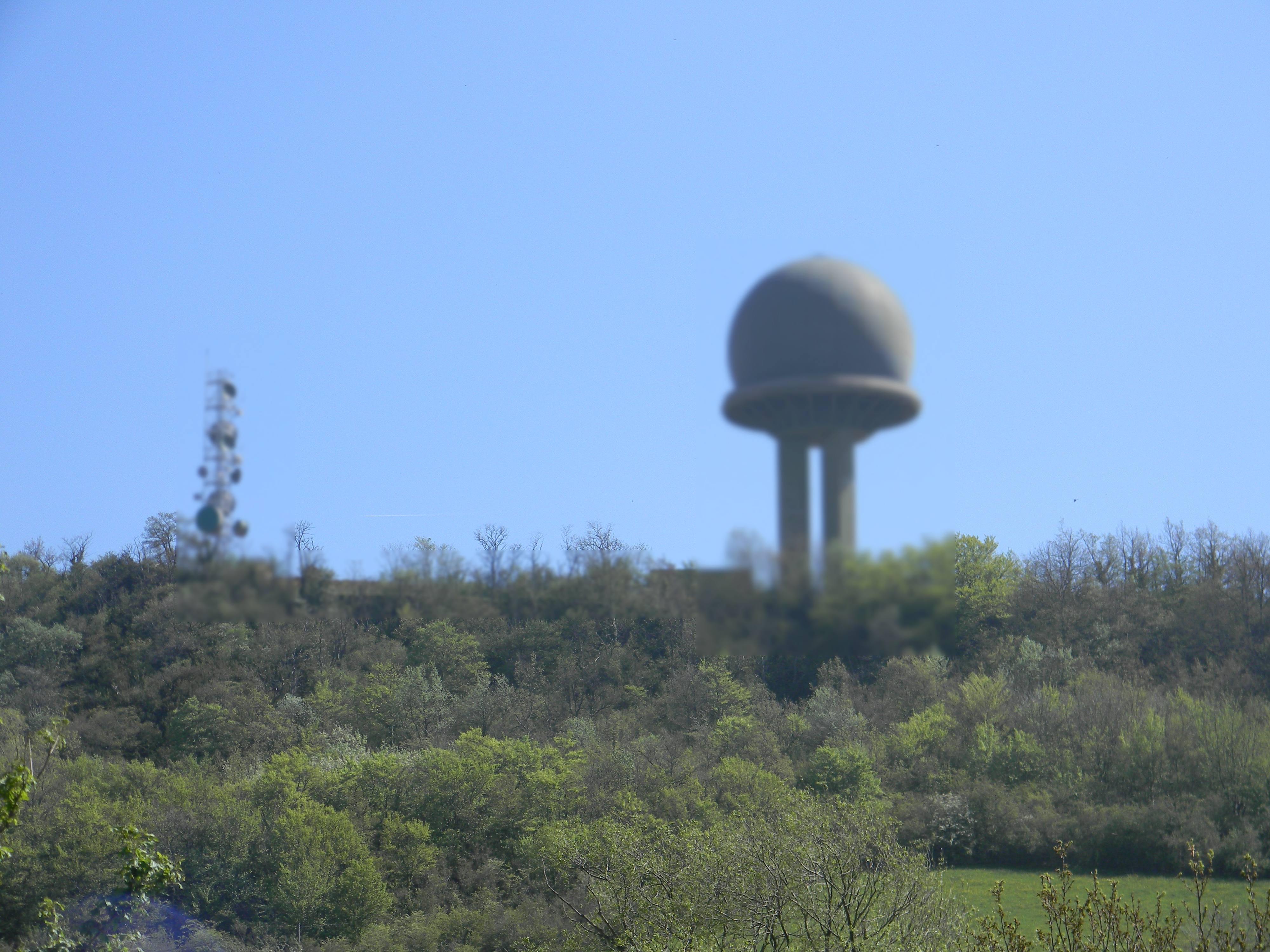
Le radôme militaire au sommet du fort.

Le site complet comprend notamment deux radars de surveillance et de défense aérienne et un ouvrage enterré. Cette base est utilisée par l'Armée de l'air pour y regrouper un certain nombre de fonctions opérationnelles de préparation, de planification, de conduite des opérations aériennes, ainsi que l'école de formation associée.
Le 5 février 2012, un contrat pour la livraison d'un radar Ground Master 406, plus moderne, est notifié pour ce site, en vue du remplacement du radar Palmier du Mont Thou, démantelé fin 2016. Son installation débute début 2018 et sa mise en service initialement prévue pour 2019 n'était pas encore effective fin 2020. Il est inauguré fin 2023. 

## Histoire
Construit en 1874, le fort du mont Verdun est le plus gros fort de la deuxième ceinture de Lyon et le seul considéré comme fort de montagne. Le fort est déclassé en 1889 et sera utilisé comme magasin et dépôt de munitions. En 1943 et 1944, le fort est utilisé par les Allemands comme poste de défense anti-aérienne.
La décision de créer la base de Lyon-Mont Verdun remonte à 1952. Les travaux débutent en 1956. La base aérienne est active en 1960, rattachée à la base aérienne 111 Lyon-Bron et reçoit son numéro 942 en 1964.

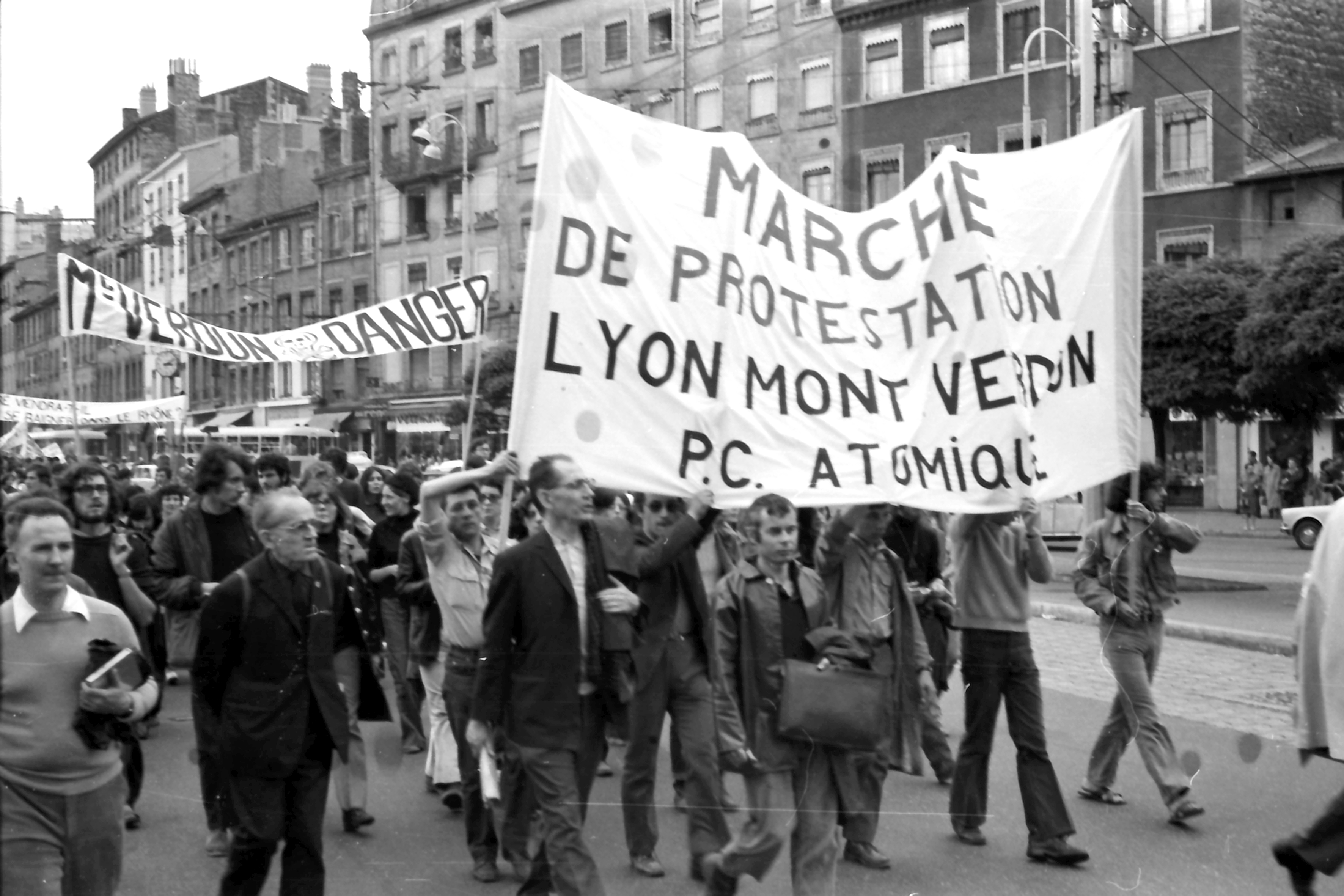
Maître Jean-Jacques de Felice, Théodore Monod, le pasteur René Cruse et Yvon Montigné, le 19 juin 1971, en tête de la marche du Groupe d'action et de résistance à la militarisation, de Lyon au Mont-Verdun, contre la force de frappe nucléaire.

Au début des années 1970 le Groupe d'action et de résistance à la militarisation (Garm), un mouvement antimilitariste lyonnais, mène une campagne spectaculaire contre la transformation du fort en un poste de commandement de la force de frappe nucléaire avec le slogan « Lyon, ni Pentagone, ni Hiroshima ! ». Dans la nuit du 30 au 31 janvier 1971, douze militants pénètrent clandestinement au cœur du chantier du complexe souterrain réparti sur plusieurs niveaux. Suivirent plusieurs manifestations en soutien aux militants arrêtés le 31 janvier et contre le poste de commandement nucléaire. De nombreuses personnalités y sont présentes, dont Théodore Monod, à la tête de la manifestation du 18 juin 1971. Le 30 janvier 1972, dix militants pénètrent à nouveau au cœur du complexe et se photographient devant des consoles de la salle de contrôle. Puis, de mai à juillet 1973, le Garm organise chaque week-end une manifestation sous forme de camping sauvage devant le PC atomique.
L'inauguration du PC atomique du Mont Verdun a lieu en septembre 1974.

## Unités et activité

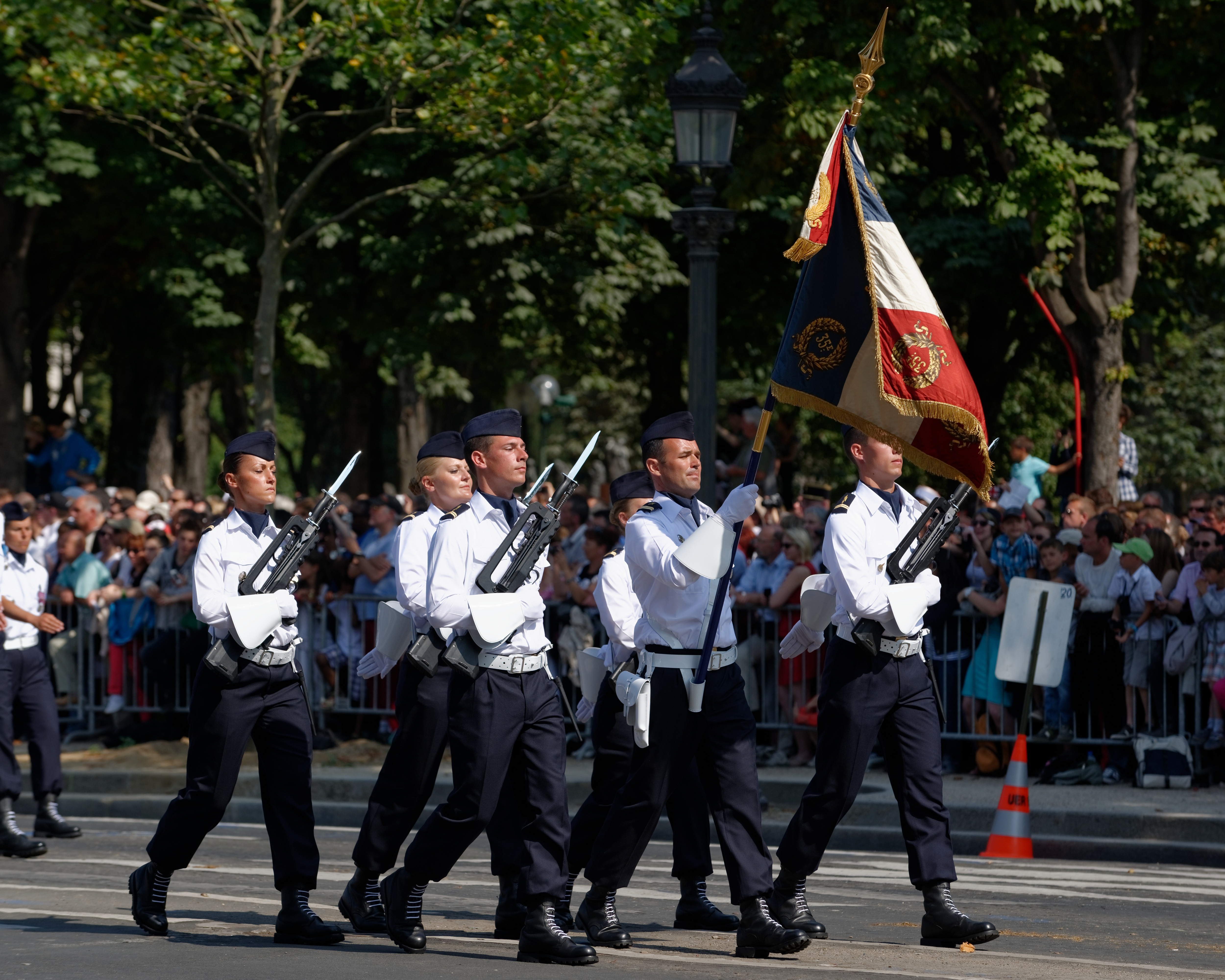
Parade de l'unité du Mont-Verdun à Paris, 14 juillet 2013

La montée en puissance de cette base, qui bénéficie des regroupements liés aux restructurations successives de l'Armée de l'air et de la Défense, s'est concrétisée depuis 2007 en plusieurs étapes.

### Centre national des opérations aériennes
Depuis le 1er septembre 2007, la base accueille dans ses murs le Centre national des opérations aériennes (CNOA), successeur du Centre de Conduite des Opérations Aériennes (CCOA) basé à Taverny (Base aérienne 921). Le CNOA synthétise les informations transmises par les 3 centres de détection et de contrôle militaire (CDC) chargés de surveiller l'espace aérien français. Il évalue les menaces et ordonne les missions d'interception.
En 2022, la France assumera le commandement de la Force de réaction de l’alliance, qui serait sollicitée en cas d’attaque. L’ouverture du Capco constitue une mise à niveau.

### Centre d'analyse et de simulation pour la préparation aux opérations aériennes
En octobre 2010, l'école du C2, appelée Centre d'analyse et de simulation pour la préparation aux opérations aériennes (CASPOA), a rejoint ce complexe. Il a vocation à former tous les acteurs des centres d'opérations aériennes, selon trois niveaux de responsabilité, et est en mesure d'accueillir jusqu'à 1200 stagiaires par an, dont 20 % environ issus de pays de l'OTAN ou d'autres pays partenaires de la France.

### Centre de Renseignement Air
En 2012, le Centre de Renseignement Air (CRA) situé à Metz arrive sur la base aérienne 942, afin de compléter encore la panoplie des moyens dédiés aux opérations aériennes.

### Centre de validation de commandement de l'OTAN
La base aérienne de Lyon-Mont Verdun fait également partie des quatre centres européens de validation du programme Air Command and Control System (ACCS) de l'Organisation du traité de l'Atlantique Nord (OTAN) qui doit à terme couvrir l'Europe occidentale en offrant à tous les pays un système unique de commandement et de contrôle des opérations aériennes. Une fois ce programme mis en œuvre, le centre de détection et de contrôle sera modernisé en un ARS (Air control center, RAP production center, Sensor fusion post) et le CNOA se verra adjoindre les capacités d'un Combined Air Operations Center (CAOC), structure de commandement air de niveau tactique. Ces deux unités formeront un CARS au standard OTAN (2025).
Depuis 2008, le Joint Force Air Component Commander (JFACC), centre déployable de préparation de planification et de conduite, pour les opérations extérieures et les exercices majeurs y est aussi installé.
En 2022, la BA942 prend pour un an le commandement de la composante Air de la NRF (NATO Response Force), force de réaction de l'OTAN dont le but est la planification d'exercices de coopération entre états membres et la conduite de missions réelles otaniennes.

## Commandants
- Colonel Étienne Gourdain (28 août 2013 - 2 septembre 2015)
- Colonel Hervé Guillerault (2 septembre 2015 - 29 août 2017)[24]
- Colonel Arnaud Bourguignon (29 août 2017 - 26 août 2019)
- Colonel Emmanuel Allain (26 août 2019 - 27 août 2021)[25]
- Colonel Matthieu Kessler (27 août 2021 - 24 août 2023)
- Colonel Rémy Païusco (depuis le 24 août 2023)[26]